# Химанен, Ханну
Ха́нну Хи́манен (фин. Hannu Himanen; род. 1951) — финский дипломат; Чрезвычайный и Полномочный Посол Финляндии в России (2012—2016).

## Биография
Родился в 1951 году.
В 1969 году получил диплом об окончании высшей школы в Сарагота (Калифорния), а в 1971 году подтвердил свой диплом в высшей школе в Нокиа.
В 1976 году окончил университет Тампере со степенью кандидата в области массовых коммуникаций и поступил на службу в МИД Финляндии.
С 1979 по 1981 годы работал вторым секретарём посольства Финляндии в Нью-Дели. С 1981 по 1984 годы — в должности сначала второго, а затем первого секретаря постоянного представительства Финляндии при ООН в Нью-Йорке. С 1984 по 1986 годы работал Секретарем в министерстве иностранных дел в Хельсинки (правовые вопросы, вопросы развития и политического планирования).
С 1986 по 1989 годы работал первым секретарём (позднее — советником) в посольстве Финляндии в Москве. С 1989 по 1991 годы — в должности советника и заместителя руководителя делегации Финляндии при миссии СБСЕ в Вене. С 1991 по 1992 годы — начальник отдела по вопросам культуры департамента прессы и культуры министерства иностранных дел Финляндии, а с 1992 по 1995 годы — начальник отдела по делам Европейского союза и Западных стран Политического департамента МИДа Финляндии.
С 1995 по 1996 год был приглашённым научным сотрудником центра по международным делам Гарвардского университета.
С 1996 по 2000 годы — в должности Посла Финляндии в Джакарте (Индонезия).
С 2000 по 2001 годы и. о. директора Департамента Африки и Ближнего Востока в министерстве иностранных дел Финляндии в Хельсинки. С 2001 по 2002 годы вице-президент по вопросам безопасности и методик управления Института Восток — Запад в Праге (в дипломатическом отпуске). С 2002 по 2003 годы — директор программ по вопросам политического планирования и исследования в МИДе Финляндии.
С ноября 2003 по 2008 годы — Заместитель министра иностранных дел Финляндии.
С 1 сентября 2008 года — Глава делегации постоянного представительства Финляндии в Женеве при ООН, ВТО и других международных организациях.
21 декабря 2011 года Правительство Финляндии приняло решение о представлении Химанена к назначению на должность главы Посольства Финляндии в Москве. Химанен 1 мая 2012 года сменил на этом посту Матти Анттонена, представлявшего интересы Финляндии в Москве с 2008 по 2012 годы.
1 июля 2015 года был вызван в МИД России в связи с решением Финляндии отказать в визе российским политикам (Сергею Нарышкину и другим), вошедшим в санкционный список ЕС. В 2016 году высказал мнение, что российские власти стремятся сорвать Минские договорённости, в связи с чем подверг резкой критике внешнюю политику России.  В августе 2016 года освобождён от должности посла и отправлен на пенсию.
Родной язык — финский. Владеет также шведским, английским, немецким и русским языками; немного знает французский язык.

## Семья
Разведён. Воспитывает двоих детей (также один ребёнок остался с бывшей супругой).